# Retro/Best of Jinx
Retro/Best of Jinx je prvi kompilacijski album hrvaške glasbene skupine Jinx, ki je izšel leta 2002 na zgoščenki, DVD-ju in kaseti pri založbi Aquarius Records. Album vsebuje hite skupine Jinx, ki so izšli na predhodnih albumih Second Hand (1997), Pompei – Ljetna ploča katastrofe (1999) in Avantura počinje (2001).

## Seznam skladb
Avtor vseh skladb je Coco Mosquito. Vsi aranžmaji so delo skupine.

### Zgoščenka
| Št. | Naslov                         | Z albuma                               | Dolžina |
| --- | ------------------------------ | -------------------------------------- | ------- |
| 1.  | „Smijem se‟                    | Second Hand, 1997                      | 3:35    |
| 2.  | „Bye bye baby bye‟             | Pompei – Ljetna ploča katastrofe, 1999 | 4:41    |
| 3.  | „Brazil‟                       | Second Hand, 1997                      | 3:03    |
| 4.  | „Na plaži‟                     | Pompei – Ljetna ploča katastrofe, 1999 | 4:52    |
| 5.  | „Tamo gdje je sve po mom‟      | Avantura počinje, 2001                 | 4:13    |
| 6.  | „Zar je stvarno došao taj dan‟ | Pompei – Ljetna ploča katastrofe, 1999 | 5:23    |
| 7.  | „Ljeto‟                        | Avantura počinje, 2001                 | 5:14    |
| 8.  | „Ruke‟                         | Second Hand, 1997                      | 3:22    |
| 9.  | „Topim se sad‟                 | Pompei – Ljetna ploča katastrofe, 1999 | 4:07    |
| 10. | „Strijele na horizontu‟        | Avantura počinje, 2001                 | 3:45    |
| 11. | „Koliko suza za malo sna‟      | Pompei – Ljetna ploča katastrofe, 1999 | 3:45    |
| 12. | „Avantura počinje‟             | Avantura počinje, 2001                 | 4:53    |
| 13. | „Čuvar močvara i trava‟        | Second Hand, 1997                      | 4:05    |

### DVD
1. »Smijem se«
2. »Brazil«
3. »Ruke«
4. »Zmija & zmaj«
5. »Koliko suza za malo sna«
6. »Bye bye baby bye«
7. »Na plaži«
8. »Tamo gdje je sve po mom«
9. »Ljeto«
10. »Strijele na horizontu«
11. »Avantura počinje«
12. »EPK«

## Osebje

### Jinx
- Samir – električni bas (1–4, 6, 8, 9, 11, 13)
- Džemo – trobenta (1, 3, 8, 13)
- Jakša – saksofon (1, 3, 8, 13)
- Coco Mosquito – električna kitara, slide kitara (7)
- Berko – bobni, shaker (12)
- Kadri Bassic – električni bas (5, 7, 10, 12)
- Mr. Goody – električni klavir, vokal (5, 7), spremljevalni vokal (4, 9)
- Yaya – glavni vokal, slide kitara (7)
- Pavlica – trobenta (2, 4–7, 9–12), vokal (7)
- Jordes – saksofon (2, 4–7, 9–12), klarinet (2)

### Gostje
- Boris Popov – konge (5), zvonovi (5, 10), timbales (5), maracas (7, 12), guiro (7), def (7), chimes (12)
- Neno Grahovac – trombon (1, 3, 5, 6, 8, 10, 12, 13), vokal (5)
- Hrvoje Rupčić – tolkala (4)
- Marcos – remix (13)

### Produkcija
- Fotografije: Gabrijela Farčić, Kristijan Topolovec, Nino Šolić, Walter Sirotić, Željko Kardum
- Izvršni producent: Boris Horvat